# یواس‌اس کامهامها (اس‌اس‌بی‌ان-۶۴۲)
یواس‌اس کامهامها (اس‌اس‌بی‌ان-۶۴۲) (به انگلیسی: USS Kamehameha (SSBN-642)) یک زیردریایی بود که طول آن ۴۲۵ فوت (۱۳۰ متر) بود. این زیردریایی در سال ۱۹۶۵ ساخته شد.